# فنسنك
أرند جان فِنْسِنْك (بالهولندية: Arent Jan Wensinck)‏ ( 1299 - 1358 ه‍ / 1882 - 1939 م ) هو مستشرق هولندي.
تتلمذ على يد المستشرق هوتسما ودي خويه وسنوك هورخرونيه وسخاو .حصل على الدكتوراه في بحثه ( محمد واليهود في المدينة ) عام 1908. بدأ في عمل معجم مفهرس لألفاظ الحديث الشريف مستعيناً بعدد كبير من الباحثين وتمويل من أكاديمية العلوم في أمستردام ومؤسسات هولندية وأوروبية أخرى. وأصدر كتاباً في فهرسة الحديث ترجمه محمد فؤاد عبد الباقي بعنوان ( مفتاح كنوز السنة). أشرف على طباعة كتابات سنوك هورخرونيه في ستة مجلدات. له مؤلفات عديدة منها كتاب في العقيدة الإسلامية نشأتها وتطورها التاريخي.